# 記録荘園券契所
記録荘園券契所（きろくしょうえんけんけいじょ）は、平安時代の荘園調査機関。令外官の1つ。略して記録所という。

## 概要
1069年（延久元年）後三条天皇の発布した延久の荘園整理令の実施に伴い設置された。反摂関家的な源経長、学者の大江匡房らが起用された。主な業務は不正荘園の調査・摘発、書類不備の荘園の没収などを行った。後三条の死後には消滅し、1111年（天永2年）、1156年（保元元年）にも設置されたが、後白河法皇によって院庁に吸収される。
1187年（文治3年）、訴訟や儀式の遂行に関する業務も含めた形で復興される。この時の記録所は内覧九条兼実の管轄下に置かれて公卿の陣定に匹敵する発言力が与えられた。だが、これも後鳥羽上皇の院政開始とともにその院庁に吸収されていくことになる。
後に後嵯峨天皇の時代に再置されてからは常設化され、1293年（正応6年・永仁元年）には伏見天皇が徳政推進の機関として充実化させた。これによってその権限が拡大され、記録所の職員を6班に分けて、寺社・公務・所領争いなど、分野ごとに担当する日付や班が定められた（後の建武の新政における雑訴決断所の分離・設置にも影響を与えた）。
鎌倉時代の1321年（元亨元年）に後宇多法皇に代わり親政を開始した後醍醐天皇は記録所を再興する。1333年に鎌倉幕府が滅亡すると、後醍醐は建武の新政を開始して8省の外に記録所を設置して建武政権における最高政務機関とし、重要審議を処理させた。

## 建武政権下の構成員
『建武記』によれば、建武政権下、国家の最高政務機関として再興された記録所の、建武2年（1335年）3月17日時点での構成員は以下の21人。
- 一番：1、2、11、12、21、22日。
  - 〈右少弁〉正経朝臣（藤原正経）
  - 〈左大史〉冬直宿禰（小槻冬直）
  - 〈新大外記〉師治（中原師治）
  - 〈佐渡判官代〉秀清（中原秀清）
  - 〈六位史〉清原康基
- 二番：3、4、12、14、23、24日。
  - 〈権右中弁〉実夏朝臣（洞院実夏）
  - 〈清大外記〉頼元（五条頼元）
  - 〈大夫判官〉明成（坂上明成）
  - 時知（小田時知）
- 三番：5、6、15、16、25、26日。
  - 宣明朝臣（中御門宣明）
  - 匡遠（小槻匡遠）
  - 〈兵衛大夫判官〉職政（中原職政）
  - 〈土佐守〉兼光（伊賀兼光）
- 四番：7、8、17、18、27、28日。
  - 光守朝臣（高倉光守）
  - 〈大外記〉師利（中原師利）
  - 章香（中原章香）
  - 正成（楠木正成）
- 五番：9、19、20、29、30日。
  - 〈蔵人右少弁〉藤長（甘露寺藤長）
  - 〈大外記〉師右（中原師右）
  - 〈大判事〉明清（中原明清）
  - 〈伯耆守〉長年（名和長年）

内訳としては、
- 公家17人
  - 有職故実系清華家1人（洞院家）
  - 実務官僚系名家2人（勧修寺流甘露寺家、勧修寺流中御門家）
  - 有職故実系地下家1人（衣文道高倉家）　※高倉家は後半家に昇格
  - 実務官僚系地下家12人（明経道中原氏、明経道清原氏、明法道中原氏、明法道坂上氏、官務小槻氏）
  - 出身不明の実務官僚1人（藤原正経）
- 武家4人
  - 元高級官僚2人（元六波羅探題引付頭人兼評定衆伊賀兼光、元六波羅探題評定衆小田時知）
  - 商業で蓄財した武士2人（元鎌倉幕府御家人楠木正成、土豪名和長年）

以上のように、家格を問わずに官僚17人、有識者2人、経済人2人で構成されている。建武政権下では、何よりも実務能力が最重視されていた証であり、21世紀初頭現在の中世法制史研究では、この点を好評価する傾向にある。